# Simone Facey
Simone Latoya Facey (Manchester (Jamaica), 7 mei 1985) is een Jamaicaanse sprintster, die zich heeft toegelegd op de 100 m. Ze nam eenmaal deel aan de Olympische Spelen, maar won bij die gelegenheid geen medailles.

## Biografie

### Jeugd
Facey behaalde in haar jeugd verschillende successen. Zo won ze in 2000 als B-juniore goud op de 200 m bij de Centraal-Amerikaanse jeugdkampioenschappen. Twee jaar later werd ze kampioene op de 100 m en de 200 m bij de Centraal-Amerikaanse jeugdkampioenschappen in de stad Bridgetown.
Op de wereldkampioenschappen voor junioren U20 in 2002 nam Facey deel aan de 200 m en de 4 × 100 m estafette. Individueel behaalde ze een zilveren medaille en eindigde ze met een tijd van 11,43 s achter de Amerikaanse Lauryn Williams (goud; 11,33) en voor de eveneens Amerikaanse Marshevet Hooker (brons; 11,48). Op het estafettenummer won ze met haar teamgenotes Sherone Simpson, Kerron Stewart en Anneisha McLaughlin een gouden medaille. Met een tijd van 43,40 eindigden de Jamaicaanse atletes voor de Verenigde Staten (zilver; 43,66) en Groot-Brittannië (brons; 43,68).

### Senioren
Op de wereldkampioenschappen van 2007 in Osaka behaalde Simone Facey op de 4 × 100 m estafette een zilveren medaille. Met een tijd van 42,01 eindigde ze slechts 3/100 seconde achter het goud winnende Amerikaanse estafetteteam. Het brons ging naar België, dat met 42,75 een nationaal record liep.

## Titels
- Wereldkampioene 4 × 100 m - 2009
- World Relays kampioene 4 × 100 m - 2015
- Wereldjeugdkampioene 4 × 100 m - 2002
- Centraal-Amerikaans jeugdkampioene 200 m - 2000
- Centraal-Amerikaans jeugdkampioene 100 m - 2002
- Centraal-Amerikaans jeugdkampioene 200 m - 2002

## Persoonlijke records
Outdoor
| nderdeel | Prestatie | Datum        | Plaats   |
| -------- | --------- | ------------ | -------- |
| 100 m    | 10,95 s   | 18 mei 2008  | Boulder  |
| 200 m    | 22,25 s   | 29 juni 2008 | Kingston |

Indoor
| Onderdeel | Prestatie | Datum         | Plaats       |
| --------- | --------- | ------------- | ------------ |
| 60 m      | 7,23 s    | 1 maart 2008  | Lincoln      |
| 200 m     | 22,94 s   | 14 maart 2008 | Fayetteville |

## Prestaties

### 100 m
Kampioenschappen
- 2001:  Carifta Games (U17) - 11,78 s
- 2001: 4e WK U18 - 11,83 s
- 2002:  Centraal-Amerikaanse jeugdkamp. - 11,46 s
- 2002:  WK U20 - 11,43 s
- 2004:  Carifta Games (U23) - 11,72 s
- 2011:  Centraal-Amerikaanse en Caribische kamp. - 11,39 s
- 2017: 6e in ½ fin. WK - 11,23 s (+0,8 m/s)

Diamond League-podiumplek
- 2014:  Golden Gala – 11,13 s

### 200 m
- 2000:  Centraal-Amerikaanse jeugdkamp. - 24,14 s (wind)
- 2000:  Carifty Games (U17) - 24,32 s (wind)
- 2001:  Carifty Games (U17) - 24,15 s
- 2002:  Centraal-Amerikaanse jeugdkampioenschappen - 23,22 s
- 2009: 6e WK - 22,80 s
- 2011:  Pan-Amerikaanse Spelen - 22,86 s
- 2016: 3e in ½ fin. OS - 22,57 s
- 2017: 4e in ½ fin. WK - 23,01 s (-0,2 m/s) (in serie 22,98 s)

### 4 × 100 m
- 2002:  WK U20 - 43,40 s
- 2003:  Pan-Amerikaanse jeugd. kamp. - onbekend
- 2007:  WK - 42,01 s
- 2009:  WK - 42,06 s
- 2011:  Centraal Amerikaanse en Caribische kamp. - onbekend
- 2015:  IAAF World Relays - 42,14 s
- 2016:  OS - 41,36 s[1]
- 2017:  WK - 42,19 s

### 4 × 200 m
- 2014:  IAAF World Relays - onbekend

1983 Gladisch, Koch, Auerswald, Göhr · 
1987 Brown, Williams, Griffith-Joyner, Marshall · 
1991 Duhaney, Cuthbert, McDonald, Ottey · 
1993 Bogoslovskaja, Maltsjoegina, Voronova, Privalova · 
1995 Mondie-Milner, Guidry-White, Gaines, Torrence · 
1997 Gaines, Jones, Miller, Devers · 
1999 Fynes, Sturrup, Davis-Thompson, Ferguson · 
2001 Paschke, G. Rockmeier, B. Rockmeier, Wagner · 
2003 Girard, Hurtis-Houairi, Félix, Arron · 
2005 Daigle, Lee, Barber, Williams · 
2007 Williams, Felix, Barber, Edwards · 
2009 Facey, Fraser, Bailey, Stewart · 
2011 Knight, Felix, Myers, Jeter · 
2013 Russell, Stewart, Calvert, Fraser-Pryce · 
2015 Campbell-Brown, Morrison, Thompson, Fraser-Pryce · 
2017 Brown, Felix, Akinosun, Bowie · 
2019 Whyte, Fraser-Pryce, Smith, Jackson · 
2022 Jefferson, Steiner, Prandini, Terry · 
2023 Davis, Terry, Thomas, Richardson